# Estadio Metropolitano Roberto Meléndez
Het Estadio Metropolitano Roberto Meléndez is een multifunctioneel stadion in de Colombiaanse stad Barranquilla. Het is de thuishaven van voetbalclub Atletico Junior, en ook de nationale ploeg van Colombia speelt hier geregeld interlandwedstrijden.
De maximumcapaciteit van de voetbaltempel bedraagt 49.612 toeschouwers. Het stadion was gastheer van onder meer de strijd om de Copa América 2001 en het WK voetbal –20 in 2011. Het complex is sinds 1991 vernoemd naar de Colombiaanse voetbalheld Roberto Meléndez.